# André De Wolf (kanunnik)
André De Wolf (Ronse, 5 juli 1939) is een Belgisch kanunnik, die actief was als directeur-generaal van het Vlaams Secretariaat van het Katholiek Onderwijs van 1990 tot 2004.

## Levensloop
Hij studeerde in Leuven, werd priester gewijd op 5 april 1964 en werd doctor in de theologie. Van 1966 tot 1968 was hij onderpastoor in Kluisbergen. Een tijd lang was hij professor aan het Grootseminarie van Gent. Hij leidde het katholiek onderwijs, namens de bisschoppenconferentie, van 1990 tot 2004. In die positie ijverde hij systematisch voor de gelijke behandeling van alle onderwijsnetten in Vlaanderen. Hij bewaakte de eigenheid van het katholiek onderwijs, die volgens hem lag in het concept van de "totaal-vorming" die wordt aangeboden, eerder dan in een louter pragmatische of economische benadering van onderwijs.
In 1992 werd hij titulair kanunnik. Na zijn emeritaat werd hij als hoofd van het katholiek onderwijs opgevolgd door Mieke Van Hecke. 
Hij verwierf ook bekendheid door missen op te dragen in Ronsens dialect.

## Functies
- Directeur-generaal VSKO
- Kanunnik van Sint-Baafs
- Ronse: pastoor van de St.-Antoniusparochie
- Bisschoppelijk gedelegeerde voor de pastoraal in de rust– en verzorgingstehuizen in het Bisdom Gent
- Geestelijk adviseur en waarnemend voorzitter van Caritas Catholica Vlaanderen
- Voorzitter van Welzijnszorg